# Martiniquespotlijster
De Martiniquespotlijster (Ramphocinclus brachyurus) of witborstspotlijster is een zangvogel uit de familie Mimidae. Eerder werd de Sint-Luciaspotlijster beschouwd als een ondersoort van deze vogel die toen nog witborstspotlijster heette. 

## Kenmerken
De vogel is 23 tot 25 cm lang. De vogel is contrastrijk donkerbruin en wit van kleur met een lange, gebogen snavel. De bovenkant van de vogel is donkerbruin, de borst en buik zijn helder wit, de onderbuik is weer bruin. Het oog is rood. Onvolwassen vogels zijn helemaal grijsbruin en krijgen geleidelijk een witte borst. De zustersoort R. sanctaeluciae is donkerder op de onderbuik en is meer chocoladebruin terwijl de nominaat grijsbruin is.

## Verspreiding en leefgebied
Deze soort komt voor op Martinique op het schiereiland Caravelle, 25 km ten oosten van Fort-de-France.
Het leefgebied is terrein met dicht struikgewas met een dikke laag bladerstrooisel, soms in de buurt van water of bij rotsen en ravijnen. De vogel wordt ook wel gezien in aangetast, secundair bos of in tuinbouwgebied, maar broedt daar niet.

## Status
De Martiniquespotlijster heeft een zeer beperkt verspreidingsgebied en daardoor is de kans op uitsterven aanwezig. De grootte van de populatie werd in 2008 door BirdLife International geschat op 200-400 individuen en de populatie-aantallen nemen af door habitatverlies. Het leefgebied wordt aangetast door de aanleg van infrastructuur (waaronder windmolens en  golfbanen en toeristische voorzieningen) in het kustgebied, verder wordt er nog brandhout gewonnen en zijn er invasieve zoogdieren aanwezig op het eiland die een bedreiging vormen voor de nesten en eieren van deze vogels.Om deze redenen staat deze soort als bedreigd op de Rode Lijst van de IUCN.